# 范家满族乡
范家满族乡是中华人民共和国辽宁省葫芦岛市绥中县下辖的一个民族乡。

## 行政区划
范家满族乡下辖以下村级行政区划单位：
范家村、邱家村、薛家村、条石沟村、小胡口村、吊鱼石村、平川营村、涝豆沟村、弓箭沟村和弯土墙村。